# Machico
Machico és un municipi de la regió autònoma portuguesa de Madeira. Té una superfície de 67,73 km² i una població de 21.321 habitants el 2004. El municipi està dividit en cinc freguesies. Limita al sud pel municipi de Santa Cruz, a l'oest per Santana i al nord i est està banyat per l'oceà Atlàntic.

## Toponímia

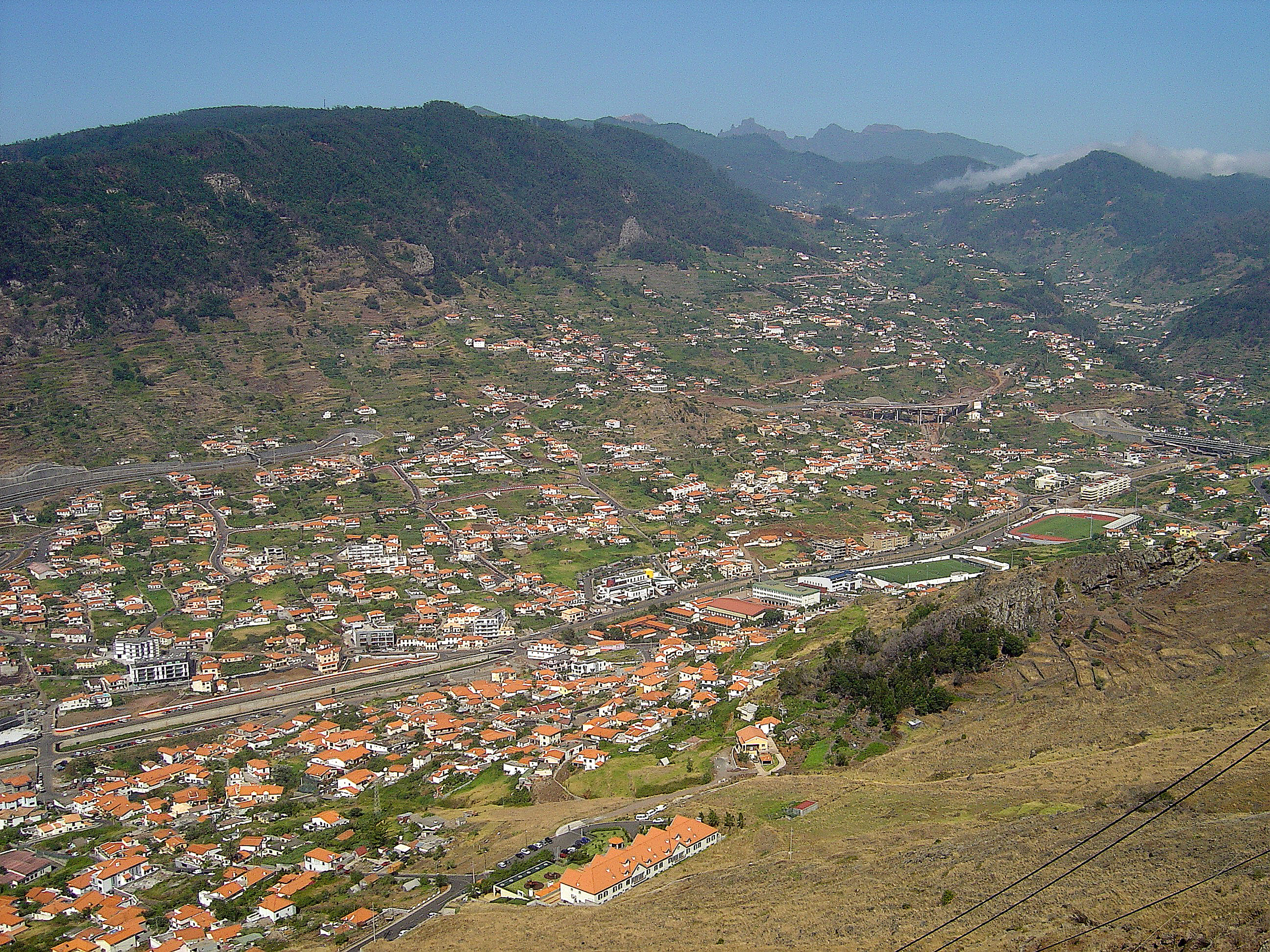
Vall de Machico

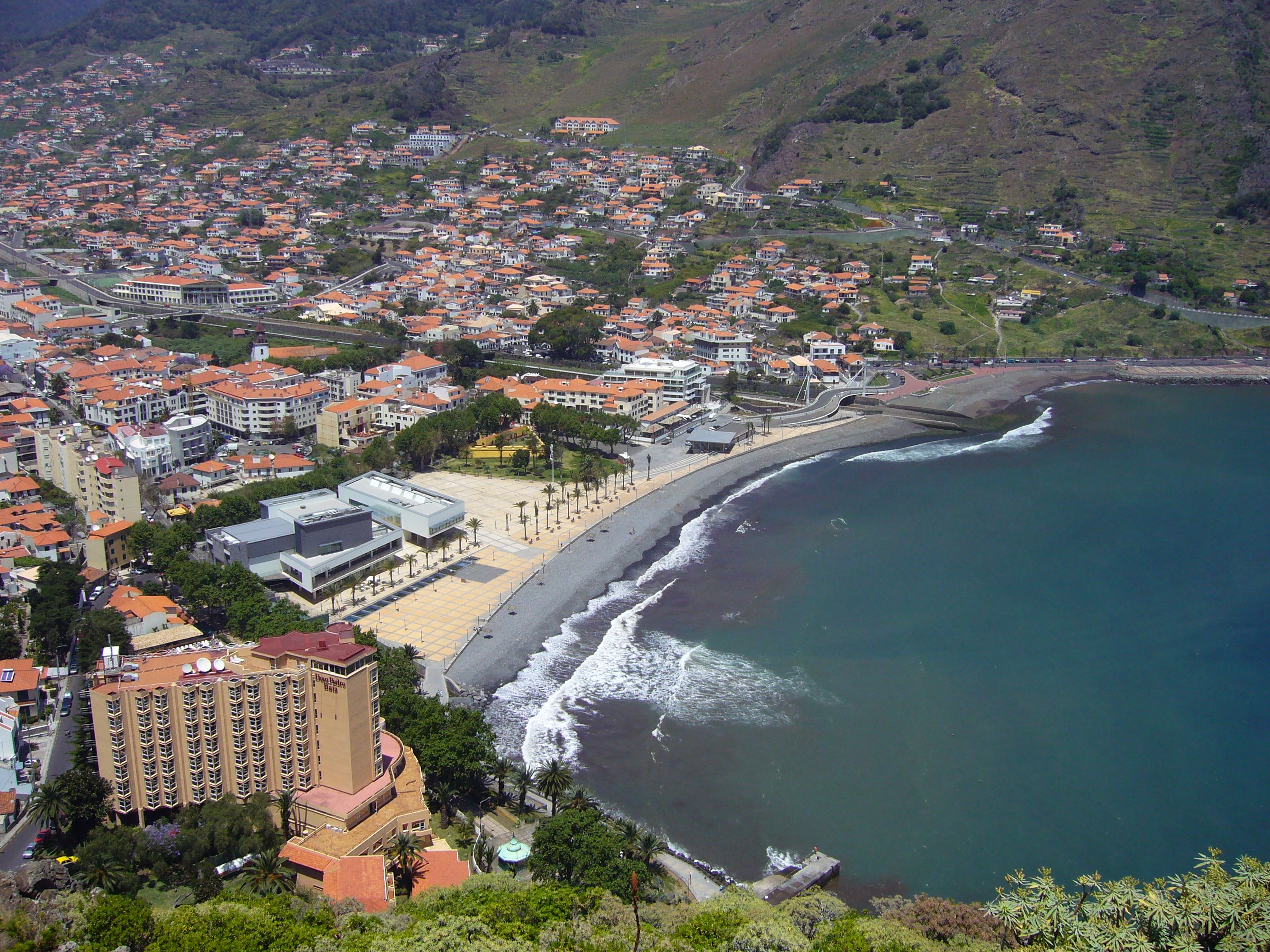
Badia de Machico

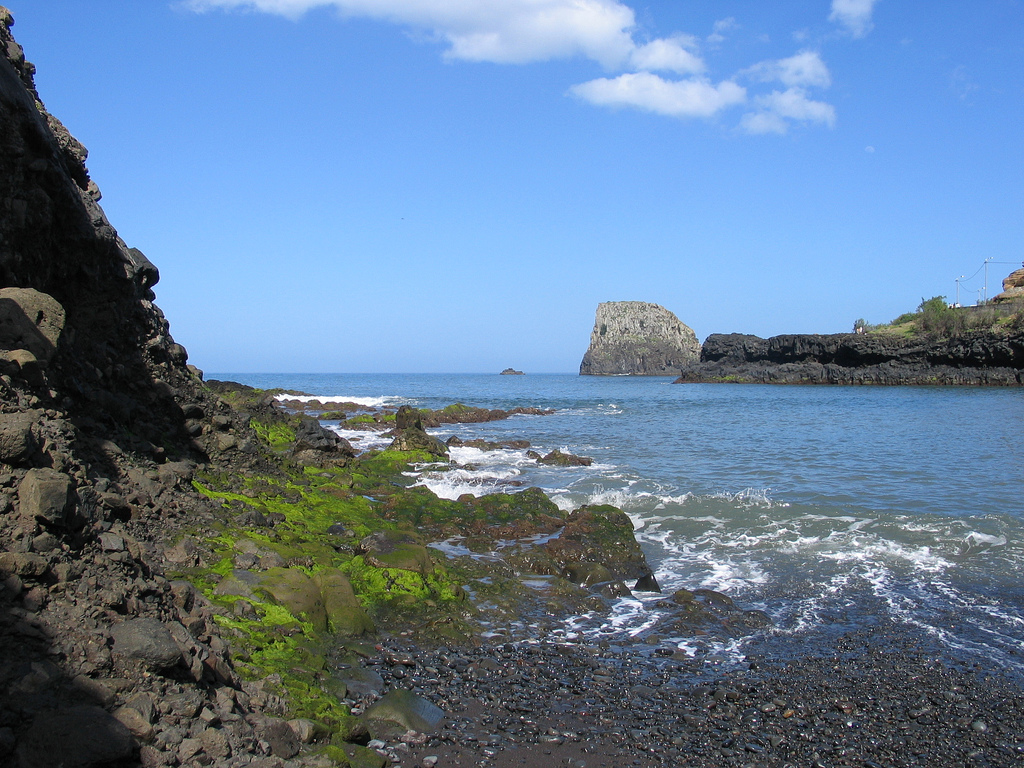
Porto da Cruz

El seu topònim és força discutit, podria derivar de la semblança de la regió amb la regió de Monchique (serra de l'Algarve), o al nom d'un mariner que acompanyà l'expedició de Zarco. Una altra versió molt estesa durant els segles XVII i XIX era que el seu nom es devia a Roberto Machim (Lenda de Machim), suposat primer descobridor de l'illa en 1377 quan es dirigia al sud de França i va ser desviat per la força del vent cap a Madeira. Aquesta teoria, això no obstant, defensaria els interessos anglesos sobre l'illa.

## Història
João Gonçalves Zarco i Tristão Vaz Teixeira, desembarcaren entre el 1418 i el 1420 en aquest municipi, produint-se així el descobriment de Madeira.
El municipi rebé carta foral el 1451 i li fou atorgat el 1515 per D. Manuel I.
La vila fou seu de la primera capitania de Madeira el 1440 i fou residència del capità donatari Tristão Vaz Teixeira.
El 1803, hi hagué una gran esllavissada de terres que destruí les muralles de la ribera i la capella dos Milagres. També fou el lloc on finalitzà la "Revolta de Madeira", a l'abril de 1931.
A nivell arquitectònic destaca el Forte do Amparo, que presenta una planta triangular per a permetre la defensa dels dos costats de la badia de Machico; La Casa da Capela / Solar da Ermida, amb elements dels segles XVII i XVIII; l'església Matriz de Machico, construïda el 1425, i la Capella de Cristo, construïda a mitjan segle xv i reconstruïda al XVI i de nou el 1883.
El municipi fou elevat a ciutat el 2 d'agost de 1996.

## Geografia

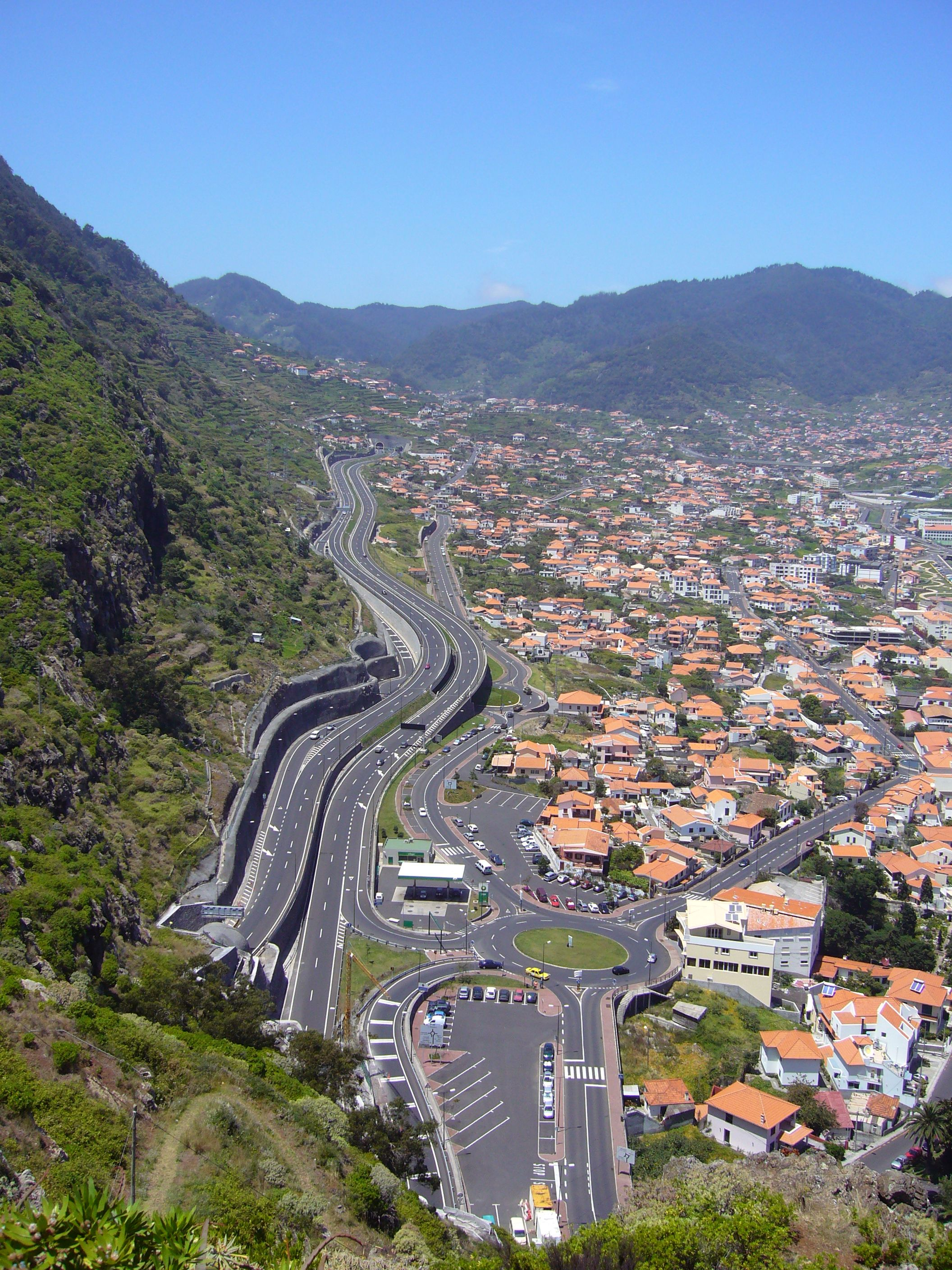
Vista panoràmica de la ciutat

Hi ha diferències en el clima entre les zones litorals i les zones d'interior del municipi; al litoral el clima és més sec i càlid i les terres són àrides, però a mesura que s'avança cap a l'interior el clima es torna més fresc i humid, i el terreny guanya en vegetació.
Tot i ser un municipi costaner, la seva morfologia està marcada per petites muntanyes i serralades la do Castanho (589 m), la do Pedreiro (792 m), Pico da Coroa (738 m) i la Penha de Águia (590 m).
La costa és abrupta i gràcies als efectes de l'erosió de les terres les seves platjas són de pedra negra. A Caniçal hi ha l'única platja de sorra d'origen volcànic natural de tota l'illa de Madeira, la petita platja de Prainha.

### Demografia
| Població del municipi de Machico (1849 – 2004) | Població del municipi de Machico (1849 – 2004) | Població del municipi de Machico (1849 – 2004) | Població del municipi de Machico (1849 – 2004) | Població del municipi de Machico (1849 – 2004) | Població del municipi de Machico (1849 – 2004) | Població del municipi de Machico (1849 – 2004) | Població del municipi de Machico (1849 – 2004) |
| ---------------------------------------------- | ---------------------------------------------- | ---------------------------------------------- | ---------------------------------------------- | ---------------------------------------------- | ---------------------------------------------- | ---------------------------------------------- | ---------------------------------------------- |
| 1849                                           | 1900                                           | 1930                                           | 1960                                           | 1981                                           | 1991                                           | 2001                                           | 2004                                           |
| 5.491                                          | 11.820                                         | 17.936                                         | 21.606                                         | 22.126                                         | 22.016                                         | 21.747                                         | 21.321                                         |

Es divideix en 5 parròquies que són:
- Água de Pena
- Caniçal
- Machico
- Porto da Cruz
- Santo António da Serra

### Economia
Al municipi predominen les àrees del sector terciari lligades al turisme, el comerç, la restauració i els serveis d'hostaleria. Com a menys importants es donen la pesca i l'agricultura on predomina el conreu de cereals i lleguminoses per a pinsos.